# Milwaukeei főegyházmegye
A Milwaukeei főegyházmegye (latinul: Archidioecesis Milvauchiensis, angolul: Archdiocese of Milwaukee) a római katolikus egyház metropolita főegyházmegyéje az Amerikai Egyesült Államokban, amelynek érseki székhelye a wisconsini Milwaukeeban található.

## Területe
Az főegyházmegye területéhez tartozik Milwaukee város és Milwaukee megye, valamint Dodge, Fond du Lac, Kenosha, Ozaukee, Racine, Sheboygan, Walworth, Washington és Waukesha megye Wisconsin államban.

## Története
Az egyházmegyét 1843. november 28-án alapította XVI. Gergely pápa. IX. Piusz pápa 1875. február 12-én főegyházmegyei rangra emelte. A a főegyházmegye főszékesegyháza a Szent János evangélista-székesegyház .
A 19. század végén az főegyházmegyének 250 000 katolikus híve volt, Milwaukee városában 27 katolikus közösség volt, tizenegy német, hét angol, hét lengyel és két cseh közösség.

## Fontos egyházi épületek
A katedrálison kívül Milwaukee ad otthont a Szent József-bazilikának. A Szent-hegyen található Keresztények Mária-bazilika egy nagyon látogatott zarándokhely a wisconsini Erinben.

## Milwaukee püspöke
- John Martin Henni (1844-1875)

### Milwaukee érsekei
- John Martin Henni (1875-1881)
- Michael Hot (1881-1890)
- Frederick Xavier Katzer (1890-1903)
- Sebastian Gebhard Messmer (1903-1930)
- Samuel Alphonse Stritch (1930-1940)
- Moses Elias Kiley (1940-1953)
- Albert Meyer (1953-1958)
- William Edward Cousins (1959-1977)
- Rembert Weakland OSB (1977-2002)
- Timothy Dolan (2002-2009)
- Jerome Listecki (2009 óta)

## Szuffragán egyházmegyék
A metropolita főegyházmegye szuffragán egyházmegyéi:
- Green Bay-i egyházmegye
- La Crosse-i egyházmegye
- Madisoni egyházmegye
- Superiori egyházmegye

## Szomszédos egyházmegyék
- Rockfordi egyházmegye (délnyugat)
- Madisoni egyházmegye (nyugat)
- Green Bay-i egyházmegye (észak)
- Chicagói főegyházmegye (dél)

## Fordítás
Ez a szócikk részben vagy egészben  az   Erzbistum_Milwaukee című német Wikipédia-szócikk ezen változatának fordításán alapul.  Az eredeti cikk szerkesztőit annak laptörténete sorolja fel. Ez a jelzés csupán a megfogalmazás eredetét és a szerzői jogokat jelzi, nem szolgál a cikkben szereplő információk forrásmegjelöléseként.